# Транденкова, Марина Евгеньевна
Марина Евгеньевна Транденкова (в девичестве — Кривошеина, род. 7 января 1967, Рига) — советская и российская легкоатлетка, бегунья на дистанции 100 и 200 метров. Заслуженный мастер спорта России.
Обладательница серебряной медали летних Олимпийских игр 1992 года в составе Объединённой команды в эстафете 4×100 метров (в компании Ольги Богословской, Галины Мальчугиной, Ирины Приваловой). Чемпионка Европы 1994 года в эстафете 4×100 м (Наталья Анисимова, Мальчугина, Привалова). Чемпионка России в беге на 200 метров 1995 и 1999 годов.
В 1996 году во время Олимпиады в Атланте вместе с рядом других спортсменов была уличена в применении бромантана, включённого в список запрещённых препаратов накануне Олимпийский игр. По итогам разбирательств дисквалификации не последовало, поскольку не было приведено доказательств, что препарат применялся в иных целях, кроме как укрепление иммунной системы организма.
Была замужем за прыгуном с шестом Игорем Транденковым. Проживает в Санкт-Петербурге.

## Личные рекорды
- 100 м — 11,06 сек (2 июля 1996, Санкт-Петербург)
- 200 м — 22,44 сек (9 июля 1997, Моначиль)
- 60 м (в зале) — 7,24 сек (27 января 2000, Москва)
- 200 м (в зале) — 23,15 сек (5 марта 1988, Минск)